# Víctor Abad
Víctor Abad Garcés (Madrid, España; 31 de mayo de 1999) es un editor de video, youtuber, streamer y  expresentador de televisión en DAZN F1. Desde sus inicios en Internet se ha especializado en crear contenido relacionado con la Fórmula 1.

## Biografía
Aunque nació en Madrid, Víctor ha pasado casi toda su vida en la Vall d'Uixó, apasionado de la Fórmula 1 desde bien pequeño, en el verano de 2014 inicia su canal de YouTube Efeuno (originalmente F1infoYT), dirigido principalmente a ofrecer vídeos de humor, opinión, análisis sobre pilotos y resúmenes de Grandes Premios de F1. Con el paso de los años se ha convertido en uno de los canales más seguidos en YouTube dentro de la temática deportiva de la Fórmula 1, siendo a menudo tendencia en España tras las carreras y situándose cerca de los otros dos canales populares con otras caras televisivas de la categoría reina, los de Antonio Lobato y Dani Clos.
En 2015 se inicia su trayectoria como colaborador web en diversos medios de motor, aportando sobre todo contenido audiovisual, ello le permite ir acreditado durante este periodo a múltiples eventos de motor como periodista. Empieza en F1 al día para trasladarse a SoyMotor.com en abril de 2016, donde se inicia como comentarista de los Grandes Premios junto a Tomás Slafer y Jorge Iglesias. En el verano siguiente se traslada a motor.es, donde permanece tres años creando contenido, incluyendo un documental llamado «España en la Fórmula 1». Paralelamente a este último periodo, crea su propio portal de noticias Efe.uno orientado en un principio a dar soporte de contenido relacionado con su canal de Youtube, pero que en 2020 decide ampliar y profesionalizar para incluir información actualizada de otras categorías de automovilismo. Sin embargo, tras un año, el medio cierra.
A principios de 2021 consigue trabajar para la propia Fórmula 1, concretamente para la entidad que controla sus contenidos audiovisuales, la FOM. Debido a ello traslada su residencia al Reino Unido, lo que le obliga a abandonar sus estudios de Comunicación Audiovisual que estaba realizando en Gandía. Durante ese año, Abad creó contenido en las redes sociales de la F1, FIA Fórmula 2, FIA Fórmula 3 y F1 eSports, entre otros contenidos como narraciones en español y en inglés para sus diferentes plataformas.
Llegado 2022 anuncia que se cambia el nombre de sus redes, de Efeuno a Víctor Abad y también regresa a España donde colabora por primera vez con el streamer referencia de España Ibai Llanos, para su evento de El Gran Premio de Twitch y con DjMaRiiO como comentarista junto a Cristinini y Miguel Ángel Román para su evento de TheRace. En marzo, precediendo al inicio de la temporada 2022, es confirmado como uno de los nuevos integrantes del equipo de DAZN F1 para la presente temporada. Durante sus dos años de estancia en el canal, presenta su propio programa llamado Código F1, que se emitía el día después de cada Gran Premio haciendo un análisis del mismo con contenido no visto durante la emisión en directo de los Grandes Premios. El mismo año, también fue elegido como uno de los integrantes del nuevo medio digital del Grupo Vocento Relevo para participar con contenido relacionado con la F1. Durante la pretemporada 2023 de Fórmula 1 se estrenó como comentarista de Fórmula 1 en las retransmisiones en directo de DAZN.
En enero de 2024 abandona DAZN F1 y regresa a vivir a la Vall d'Uixó para dedicarse plenamente a crear contenido en sus canales de Youtube y Twitch, y preparar su nuevo proyecto, una revista física especializada en contenido histórico de Fórmula 1 llamada "FIUM", la cual ve la luz en abril de 2025 tras una campaña de micromecenazgo para financiar el primer número.

## Créditos

### Documentales
| Fecha                 | Nombre                                     | Cadena/Plataforma |
| --------------------- | ------------------------------------------ | ----------------- |
| 10 de octubre de 2017 | España en la Fórmula 1                     | YouTube           |
| 13 de enero de 2022   | Alonso 2021, el origen del plan (narrador) | DAZN F1           |

### Libros y revistas
- Fórmula 1. Anatomía de una pasión (2024)[16]
- Revista FIUM (2025)

### Reconocimientos
- Premio Sant Vicent Ferrer del mérito al emprendimiento (2024).[17]